# Heinz Fischer (Badminton)
Heinz Fischer (* 11. September 1964 in Vordernberg) ist ein österreichischer Badmintonspieler.

## Sportliche Karriere
Heinz Fischer gewann bei den nationalen Juniorenmeisterschaften 1980 seinen ersten Titel. Drei weitere Juniorentitel folgten 1984 und 1985. 1982 siegte er erstmals bei den Erwachsenen. Insgesamt gewann er einen österreichischen Einzel-, sechs Doppel- und fünf Mixedtitel. International gewann er drei Welt- und elf Europaranglistenturniere. Zwei Mal gewann er die Jahres-Europarangliste. Acht Jahre lang war er durchgehend Österreichs Nummer 1. Mit der Mannschaft des ASKÖ Landskron wurde er in Kärnten Sportler des Jahres. Er erhielt alle hochrangigen Verbands-, Landes- und nationalen Auszeichnungen. In allen Disziplinen (Einzel, Doppel und Mixed) war er in Europas Spitze und unter den Top 30 der Welt zu finden.

## Sportliche Erfolge
| Saison    | Veranstaltung                                  | Disziplin    | Platz | Name                                   |
| --------- | ---------------------------------------------- | ------------ | ----- | -------------------------------------- |
| 1980      | Österreich: Einzelmeisterschaften der Junioren | Herrendoppel | 1     | Klaus Fischer / Heinz Fischer          |
| 1982      | Österreich: Einzelmeisterschaft                | Herrendoppel | 1     | Klaus Fischer / Heinz Fischer          |
| 1984      | Österreich: Einzelmeisterschaften der Junioren | Herreneinzel | 1     | Heinz Fischer                          |
| 1984      | Österreich: Einzelmeisterschaften der Junioren | Herrendoppel | 1     | Klaus Fischer / Heinz Fischer          |
| 1985      | Österreich: Einzelmeisterschaften der Junioren | Mixed        | 1     | Heinz Fischer / Andrea Schribertschnig |
| 1985      | Hungarian International                        | Herrendoppel | 1     | Klaus Fischer / Heinz Fischer          |
| 1985      | Bulgarian International                        | Herrendoppel | 1     | Heinz Fischer / Jeliazko Valkov        |
| 1985      | Österreich: Einzelmeisterschaft                | Herrendoppel | 1     | Klaus Fischer / Heinz Fischer          |
| 1985      | Bulgarian International                        | Herreneinzel | 1     | Heinz Fischer                          |
| 1985      | Österreich: Einzelmeisterschaften der Junioren | Herrendoppel | 1     | Klaus Fischer / Heinz Fischer          |
| 1985      | Österreich: Einzelmeisterschaften der Junioren | Herreneinzel | 1     | Heinz Fischer                          |
| 1986      | Hungarian International                        | Herrendoppel | 1     | Klaus Fischer / Heinz Fischer          |
| 1986      | Österreich: Einzelmeisterschaft                | Herreneinzel | 1     | Heinz Fischer                          |
| 1986      | Österreich: Einzelmeisterschaft                | Herrendoppel | 1     | Klaus Fischer / Heinz Fischer          |
| 1986      | Österreich: Einzelmeisterschaften der Junioren | Herreneinzel | 1     | Heinz Fischer                          |
| 1986      | Österreich: Einzelmeisterschaften der Junioren | Mixed        | 1     | Heinz Fischer / Anita Raunig           |
| 1986      | Bulgarian International                        | Herreneinzel | 1     | Heinz Fischer                          |
| 1986      | Österreich: Einzelmeisterschaften der Junioren | Herrendoppel | 1     | Heinz Fischer / Hannes Fuchs           |
| 1987      | Österreich: Einzelmeisterschaft                | Mixed        | 1     | Heinz Fischer / Elisabeth Wieltschnig  |
| 1987      | Czechoslovakian International                  | Herrendoppel | 1     | Heinz Fischer / Klaus Fischer          |
| 1987      | Österreich: Einzelmeisterschaft                | Herrendoppel | 1     | Klaus Fischer / Heinz Fischer          |
| 1988      | Österreich: Einzelmeisterschaft                | Herrendoppel | 1     | Klaus Fischer / Heinz Fischer          |
| 1989      | Österreich: Einzelmeisterschaft                | Herrendoppel | 1     | Klaus Fischer / Heinz Fischer          |
| 1989      | Ungarn: Internationale Meisterschaften         | Herreneinzel | 3     | Heinz Fischer                          |
| 1989      | Ungarn: Internationale Meisterschaften         | Herrendoppel | 3     | Klaus Fischer / Heinz Fischer          |
| 1989      | Czechoslovakian International                  | Herrendoppel | 2     | Heinz Fischer / Klaus Fischer          |
| 1989      | Czechoslovakian International                  | Herreneinzel | 2     | Heinz Fischer                          |
| 1989      | Malta International                            | Herrendoppel | 1     | Klaus Fischer / Heinz Fischer          |
| 1991      | Österreich: Einzelmeisterschaft                | Mixed        | 1     | Heinz Fischer / Sabine Ploner          |
| 1992      | Österreich: Einzelmeisterschaft                | Mixed        | 1     | Heinz Fischer / Sabine Ploner          |
| 1992      | Malta International                            | Herrendoppel | 1     | Kai Abraham / Heinz Fischer            |
| 1992      | Hungarian International                        | Mixed        | 1     | Heinz Fischer / Irina Serova           |
| 1992/1993 | EBU Circuit                                    | Mixed        | 1     | Heinz Fischer / Irina Serova           |
| 1993      | Österreich: Einzelmeisterschaft                | Mixed        | 1     | Heinz Fischer / Sabine Ploner          |
| 1996      | Österreich: Einzelmeisterschaft                | Mixed        | 1     | Heinz Fischer / Sabine Ploner          |